# 20730 Jorgecarvano
20730 Jorgecarvano (tên chỉ định: 1999 XC151) là một tiểu hành tinh vành đai chính. Nó được khám phá thông qua Chương trình nghiên cứu đối tượng gần Trái Đất của đài thiên văn Lowell ở Anderson Mesa Station ở Coconino County, Arizona, ngày 9 tháng 12 năm 1999. Nó được đặt theo tên Jorge Carvano, a planetary scientist ở the Rio de Janeiro National Observatory.